# Фатма Топуз
Фатма Алій Топуз (тур. Fatma Aliye Topuz, 9 жовтня 1862, Константинополь, Османська імперія — 13 липня 1936, Стамбул, Туреччина) — турецька письменниця-романістка, колумністка, есеїстка, феміністка. Вважається першою жінкою-романісткою як у Туреччині, так і в усьому Ісламському світі.

## Життєпис
Народилася в Константинополі другою дитиною в родині османського чиновника та історика Ахмета Джевдет-паші (1822-1895) і Адвійе Рабії Ханим. Старший брат Алі Седат і молодша сестра Еміне сьома.
У 1866 батько Фатми призначений на посаду валі в Єгипті, і до 1868 родина жила в Алеппо. 
У 1875, коли Джевдет-пашу направили в Грецію, пів року родина перебувала в Яніні. Нарешті, в 1878 сім'я Фатми влаштувалася в Дамаску.
Дівчаткам в Османській імперії була недоступна освіта в загальних навчальних закладах. Однак Фатма, будучи цікавою та допитливою дитиною, зуміла отримати неофіційну домашню освіту і навчилася говорити арабською та  французькою.
У 1879, коли Фатмі було 17 років, батько видав її заміж за Мехмет Фаїк Бея, ад'ютанта османського султана Абдул-Хаміда II і племінника Газі Осман-паші, героя Осади Плевни. Від нього Фатма народила чотирьох дочок: Хатідже (1880), Айше (1884), Німет (1900) і Зюбейде Ісмет (1901).
Чоловік Фатми був менш освічений, ніж вона, тому в перші роки шлюбу забороняв їй читати романи іноземними мовами.

## Літературна кар'єра
Фатма Топуз дебютувала як літераторка в 1889 перекладом з французької на турецьку роману Жоржа Оньета «Воля». Книга була видана під новою назвою «Сенс» під псевдонімом перекладачки «Леді» (тур. Bir Hanım), за попередньою згодою чоловіка. Переклад захопив турецького письменника Ахмета Мітат Ефенді, який відзначив роботу невідомої у своїй газеті «Перекладач правди».
У 1894 стала співавторкою Ахмета Мітат Ефенді в написанні роману «Мрія та Правда». Топуз описувала дії головної героїні, у той час як Ефенді писав про головного героя. Автори роману були вказані як «Жінка і Ахмет Мітат». Після цієї співпраці Топуз вела з Ефенді тривалу переписку, згодом опубліковану.
У 1892 Фатма Топуз написала свій перший роман під справжнім ім'ям — «Корисна інформація». У цій роботі письменниця спростовувала думку про те, що жінка не може забути свою першу любов. Це був перший роман в Османській імперії, написаний жінкою. У 1908 вдруге перевиданий.
У романі «Гравець лютні», виданому в 1899, Топуз зобразила жінку, що грає на уді, яку сама колись зустріла в Алеппо. Протягом твору героїня викладає свій життєпис, розповідаючи про невдалий шлюб. Відомий романіст Решат Нурі Гюнтекін називає «Гравця лютні» однією з найважливіших робіт, що пробудила в ньому інтерес до літератури.
У романах Топуз переважають теми гармонії в подружніх стосунках, любові і прихильності. Багатьом героїням її творів притаманні індивідуалізм і незалежність від чоловіка.
Популярність романістки зросла після публікації книги Ахмета Мітат Ефенді «Народження оттоманської письменниці», складеної з листів Топуз до нього, в 1893.
У 1914 Топуз видала книгу «Ахмед Джевдет-паша і його час», спрямовану на захист свого батька від політичних нападів супротивників. У цій книзі представляла османську політичну сцену після Другої конституційної ери в Османській імперії.
Фатма Топуз померла 13 липня 1936 в Стамбулі.

## Фемінізм
Попри консерватизм у поглядах, Фатма Топуз часто писала газетні статті і замітки про права жінок, а героїні її романів емансиповані та підважують гендерні обмеження ісламу. 
У 1896 опублікована унига Топуз «Жінки ісламу», в якій авторка пояснила позицію мусульманських жінок щодо заходу. Як стверджувала письменниця, у цій роботі вона захищала консервативні традиції, не властиві сучасним персонажам, яких вона описувала в своїх романах.
Сестра Фатми Топуз, Еміне Семіє (1864-1944), була однією з перших турецьких суфражисток.

## Благодійність

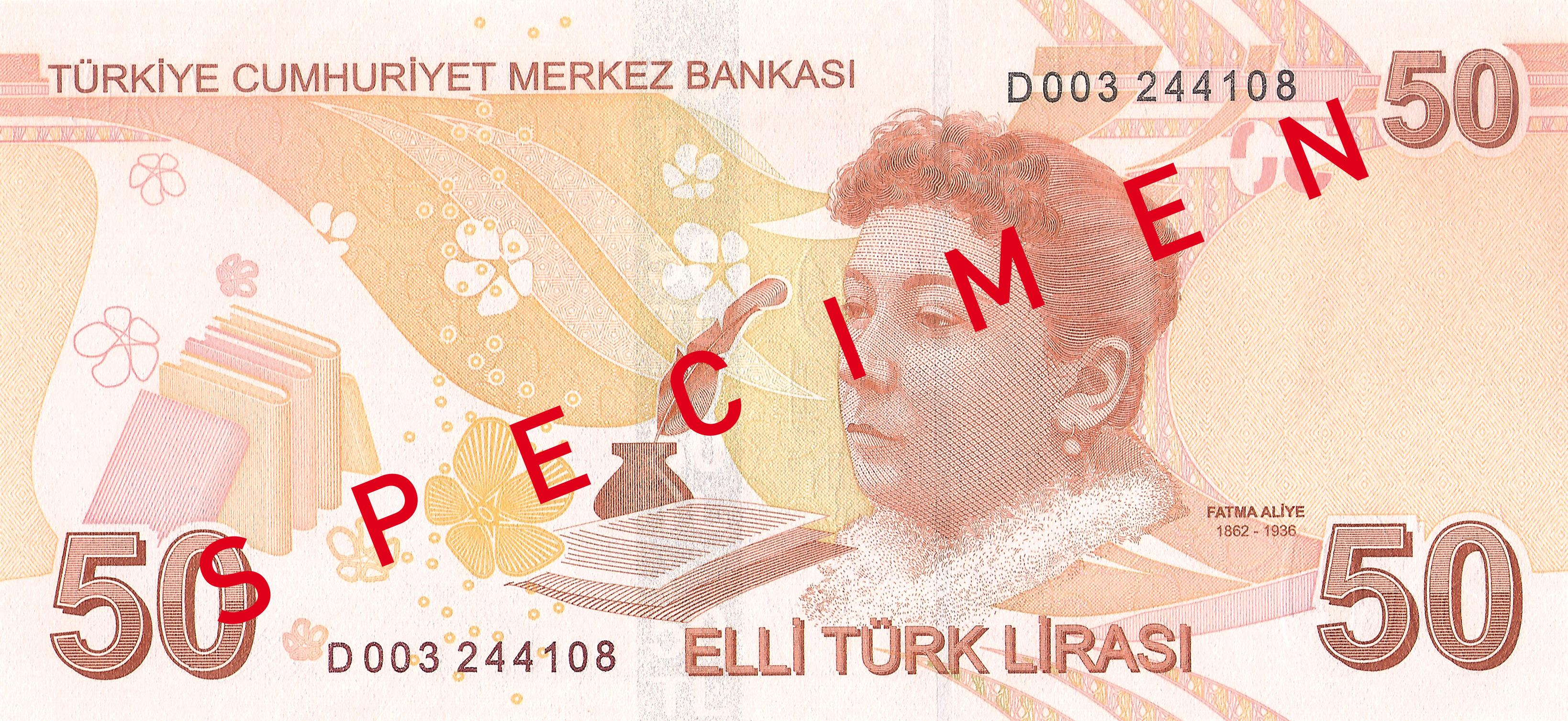
50 турецьких лір з портретом Фатми Алій Топуз

Фатма Топуз активно займалася благодійністю. Після Греко-турецької війни в 1897 заснувала благодійну організацію «Османська жіноча організація допомоги», метою якої була підтримка солдатських сімей. Це була одна з перших жіночих організацій в країні. У 1899 була нагороджена султаном Абдул-Хамідом II.
Також брала участь у створенні турецького руху Червоного півмісяця. Крім того, працювала в «Османському жіночому комітеті з національної оборони», заснованому після Триполітанської війни та Балканських воєн в 1910-х.
Портрет Фатми Алій Топуз (прізвище Топуз вона обрала в 1934 у після введення «Закону про прізвища») зображений на банкнотах у 50 турецьких лір, випущених в 2009.